# Randolph (Massachusetts)
Randolph è un comune degli Stati Uniti d'America facente parte della contea di Norfolk nello stato del Massachusetts.